# Чжэнь-цзун (династия Сун)
Чжэнь-цзун (кит. 真宗, личное имя — Чжао Хэн (кит. 趙恆) 23 декабря 968 — 23 марта 1022) — 3-й китайский император династии Сун в 997—1022 годах, посмертное имя — Юань Сяо-хуанди (кит. 元孝皇帝).

## Биография
Происходил из императорского рода Чжао. Третий сын императора Тай-цзуна. При рождении получил имя Чжао Хэн. После смерти в 997 году своего отца Хэн становится императором. В своей политике пытался усилить централизацию власти и способствовал экономическому росту городов, укреплению промышленности. В 1004 году по приказу императора была основана фабрика по изготовлению фарфора в городе Цзиндэчжэнь (современная провинция Цзянси), что способствовало развитию всей фарфоровой отрасли. Растет количество производств текстиля, красок, бумаги. За время правления этого императора площади обработанных земель увеличились до 5,2 млн гектаров. Выращивались улучшенные сорта риса, которые давали высокие урожаи. Своими приказами император способствовал развитию внешней торговли, в частности с Японией, Кореей, а также странами Юго-Восточной Азии.
С 1013 по 1015 год Чжэнь-цзун издал официальные декреты, закреплявшие поклонение Нефритовому императору (объявленного в 1008 году предком рода Чжао) как высшему правителю небес. Одновременно, император во многом способствовал усилению даосизма в империи.
Кроме того, Чжэнь-цзун пытался уладить конфликт с государством киданей Ляо. В 1004—1005 годах он с переменным успехом вел оборонительные бои против этого царства, которые завершились заключением мирного договора в Шаньюани. Для охранения северных границ от нападений киданей Чжэнь-цзун обязался ежегодно отправлять им 100 тысяч унций серебра и 200 тысяч рулонов шелка.